# Hello World (Pinguini Tattici Nucleari)
| Recensione | Giudizio |
| ---------- | -------- |
| Newsic     | 6,75/10  |
| Rockol     | 7,5/10   |

Hello World è il sesto album in studio del gruppo musicale italiano Pinguini Tattici Nucleari, pubblicato il 6 dicembre 2024 per Epic e Sony Italy.

## Antefatti
Successivamente alla conclusione della tournée di promozione all'album di Fake News del 2022 Fake News Indoor Tour - Palasport 2024, nel maggio 2024 la band annuncia di tornare in studio di registrazione per un nuovo progetto discografico intitolato Hello World.
Il 13 settembre 2024 pubblicano il singolo Romantico ma muori, annunciando il 5 novembre successivo la pubblicazione del sesto album in studio dal titolo Hello World prevista per il dicembre 2024.

## Descrizione
Il progetto si compone di quindici tracce, scritte e prodotte dal frontman della band Riccardo Zanotti, Marco Paganelli e okgiorgio, con la collaborazione di Enrico Brun nella traccia Migliore.

## Tracce
Testi e musiche di Riccardo Zanotti, Marco Paganelli e Giorgio Pesenti, eccetto dove diversamente indicato.
1. Hello World – 1:31
2. Per non sentire la fine del mondo – 3:00
3. Islanda – 3:37
4. Burnout – 2:59
5. Nevica – 3:08
6. Your dog – 2:53
7. Amaro – 3:33
8. Alieni – 2:36
9. Fuck you Vincenzo – 3:13
10. Romantico ma muori – 2:46
11. Piccola volpe – 2:52
12. Nativi digitali – 4:04
13. Bottiglie vuote – 3:15
14. Migliore – 4:01 (Enrico Burn, Riccardo Zanotti)
15. Titoli di coda – 3:22

Traccia bonus della riedizione streaming
1. Bottiglie vuote (feat. Max Pezzali) – 3:14

## Classifiche

### Classifiche settimanali
| Classifica (2024) | Posizione massima |
| ----------------- | ----------------- |
| Italia            | 1                 |

### Classifiche di fine anno
| Classifica (2024) | Posizione |
| ----------------- | --------- |
| Italia            | 29        |